# Вічний вогонь (Дрогобич)
Меморіал слави «Кладовище радянських воїнів» — меморіальний комплекс із похованнями радянських солдатів, розташований у Дрогобичі на перехресті вулиць Самбірської, Січових Стрільців, Івана Франка та Лесі Українки. Архітектурний стиль меморіалу, сформований під час реконструкції 1974 року, відповідає напрямку бруталізму.                                         

## Історія
У роки Другої світової війни на місці майбутнього меморіалу в Дрогобичі виникло стихійне кладовище радянських військовополонених і солдатів. Воно складалося переважно з братських могил, хоча траплялися й окремі індивідуальні поховання. За оцінками Дрогобицького міськкому в 1970-х роках: 15 братських могил, 3 індивідуальні.
Між 1960 і 1964 роками на місці кладовища було створено меморіал. Надмогильні пам’ятники різної форми з вигравійованими прізвищами полеглих розташували півколом. У центрі меморіалу встановили дві скульптури: першу — камінь із п’ятикутною зіркою та пам’ятною табличкою, другу — скульптуру пораненого радянського солдата, який тримає прапор. Перед другою скульптурою розмістили вічний вогонь.
Роботи з реконструкції розпочалися в 1973 році та остаточно закінчилися в 1974 році, якраз до 30-ї річниці визволення Дрогобича від німецької окупації. Авторами проєкту стали архітектори Остап Федоришин і Петро Сметана, а скульптором — Валентин Борисенко. Саме вони надали меморіалу його впізнаваного бруталістського вигляду.
У той же період на території меморіалу проводили розкопки. Прихильники ліквідації меморіалу згодом стверджували, що під час його реконструкції було проведено ексгумацію поховань, через що статус ділянки як кладовища ставиться ними під сумнів. Однак жодних документальних чи інших доказів на підтвердження цих тверджень немає.
|                                            | Було кілька індивідуальних могил – на похованні одного із вищих чинів стояв великий камінь із викарбуваним написом, а решта переважно були братські могили. Із міськвиконкому ми отримали кількість могил та план їх розташування. Пам’ятаю, що якісь розкопки там велися, навіть бачив одну труну. Пам’ятаю, що ці роботи велися за погодженням санепідемстанції. Але чи були якісь перезахоронення, не знаю. |
| — Остап Федоришин, https://zaxid.net/news/ | |

У 1990 році з Площі Ринок на територію меморіалу було перенесено пам’ятник-гармату на честь генерала Івана Васильєва, що загинув у боях недалеко від Дрогобича.
Після здобуття Україною незалежності вічний вогонь на меморіалі згас, але меморіал не втратив свого значення. Щороку на його території проводилися церемонії до Дня Перемоги.

### Ліквідація
У 2021 році міська рада вперше підняла питання ліквідації меморіалу. Мова навіть йшла про звернення до Інституту національної пам’яті за дозволом провести розкопки із подальшим перепохованням тіл. Правда реалізувати задумане не вдалося.
Тоді питання дійшло аж до офіційного листа меру Тарасу Кучмі від Консульства Російської федерації, де ті навели правову аргументацію недоторканості меморіалу та, посилаючись на власні ресурси, спростували версію про захоронення там людей після 1945 року.
Проте в квітні 2022 року міська рада затвердила демонтаж радянської символіки на меморіалі, і вже 20 квітня комунальники розпочали роботи. Символікою вважали не лише гармату й зірку, але також бруталістську скульптуру та скульптуру жінки з піднятими руками.
Після оприлюднення звітів про демонтаж, зокрема через дописи мера Тараса Кучми та місцевих ЗМІ, у середовищі архітекторів і урбаністів вибухнув скандал. Особливо активною була критика від Дмитра Соловйова, автора проєкту «Ukrainianmodernism». У відповідь міський голова звинуватив активістів у проросійських поглядах та роботі на Росію, відмовившись давати додаткові коментарі.
Реакція поширилася й у російських ЗМІ. На державному телеканалі «Росія-1» вийшов сюжет про демонтажні роботи в Дрогобичі.